# Agnes Waterhouse
Agnes Waterhouse (c. 1503 - 29 de julio de 1566), también conocida como la Madre Waterhouse, fue la primera mujer en ser ejecutada por cometer actos de brujería en Inglaterra.
En 1566,  fue acusada de cometer hechicería junto con otras dos mujeres: Elizabeth Francis y Joan Waterhouse. Las tres provenían de la misma ciudad, Hatfield Peverel.  Confesó haber sido bruja y que su espíritu familiar era un gato (más tarde convertido en un sapo) con el nombre de Satanás, a veces deletreado Satán, el cual perteneció originalmente a Elizabeth Francis. Agnes fue sometida a juicio en Chelmsford, Essex, Inglaterra, en 1566 por hacer actos de brujería para enfermar a William Fynne, quién murió el 1 de noviembre de 1565. También fue acusada de usar la hechicería para matar ganado, causar enfermedades, así como provocar la muerte de su marido. Su hija de 18 años Joan Waterhouse fue acusada (pero encontrada como no culpable) del mismo delito. El testimonio de Joan Waterhouse ayudó finalmente a que sea condenada.  Agnes fue ejecutada en la horca, y fue la primera mujer ejecutada por brujería en Inglaterra.

## Juicio
Los datos e información del juicio de Agnes Waterhouse fueron registrados en un panfleto de 1566 titulado "El interrogatorio y la confesión de supuestas brujas en Chensforde en el Condado de Essex antes los Jueces Quenes Maiesties en el día XXVI de julio de 1566." El panfleto fue escrito por John Phillips, y aunque está incompleto, perfila los testimonios de las tres mujeres acusadas de ser brujas. Durante el primer iterrogatorio asistieron el Reverendo Thomas Cole y Sir John Fortescue. Sir Gilbert Gerard, el abogado de la reina, y John Southcote, juez del banco de la reina, estuvieron presentes en el segundo interrogatorio. La presencia de todos estos hombres sugiere que el caso fue considerado como un hecho bastante inusual.
Durante el juicio, Elizabeth Francis fue la primera en ser interrogada. Confesó poseer un espíritu familiar, un gato con manchas blancas llamado Satanás (o Satán). Ella recibió el gato de su abuela, Madre Eve de Hatfield Peverell, quién le enseñó brujería cuándo tenía doce años. Francis mantuvo el gato durante quince o dieciséis años, antes de que se lo diera a Agnes Waterhouse. Según Francis, el gato le habló con una extraña voz vacía y haría cualquier cosa por ella a cambio de una gota de sangre. Confesó haberse robado una oveja, y haber asesinado a varias personas, entre ellas un hombre rico llamado Andrew Byles, quién no se quería casar con ella después de haber quedado embarazada de su hijo. Francis también dijo que el gato le instruyó sobre qué hierbas debía consumir para provocarse un aborto. Más tarde, después de que Francis se había casado con otro, fue infeliz y quería que el gato matara a su hija de 6 meses y que su marido quedara cojo. Las confesiones de Elizabeth Francis ampliaron de manera considerable el alcance de sus crímenes. Francis fue la primera en ser declarada culpable, y fue quien delató a Waterhouse. Recibió una condena menor, pero fue ejecutada en la horca tres años después, tras realizarse una segunda condena. Un panfleto publicado después del juicio de 1579, demostró que Elizabeth Francis y Agnes Waterhouse eran hermanas.
Francis intercambió a su gato Satanás a Waterhouse por un pastel. Según los informes, ella le enseñó a practicar la brujería de la misma forma como le había enseñado su abuela, la Madre Eve, diciéndole que " debía llamarlo Satanás y debía ofrecerle su sangre y su leche como lo hacía su antigua dueña." Waterhouse confesó haber matado primero a uno de sus propios cerdos para "ver lo que podía hacer." Luego, tras haber discutido con sus vecinos, asesinó a sus vacas y gansos. Mantuvo al gato dentro de una canasta llena de lana, pero cuando quiso reutilizar la lana, transformó al espíritu familiar en un sapo. Sin embargo, otras fuentes señalan que ella misma se había convertido en un sapo. Ella negó rotundamente haber asesinado a alguien por medio de la brujería, pero aun así fue declarada culpable.
Posteriormente, Joan Waterhouse testificó que una vez trató de "ejercitar" a Satanás mientras su madre estaba de viaje. A Joan Waterhouse se le había rechazado una pieza de pan y queso por parte de la hija de una vecina llamada Agnes Brown, y había invocado la ayuda del sapo. El sapo prometió ayudarle si le entregaba su alma, lo cual aceptó, y entonces el sapo atacó y persiguió a Agnes Brown en la forma de un perro con cuernos. Joan Waterhouse aparentemente no utilizó a su gato Satán, en gran medida, pero al testificar su existencia, ayudó a condenar a las otras dos acusadas.
La evidencia clave en contra de Agnes Waterhouse provino de su propia vecina de 12 años, Agnes Brown. En su testimonio, Brown describió al demonio como un perro negro con un rostro similar al de un mono, cola pequeña, una cadena y un pito de plata alrededor de su cuello, y un par de cuernos en su cabeza. En su primera aparición le pidió un poco de mantequilla, la cual ella le rechazó, así que el perro negro con cuernos (que tenía una llave para la puerta de la lechera) abrió la puerta y sacó un poco de mantequilla.  Más tarde, regresó por última vez con un cuchillo y amenazó con asesinarla; Brown describió su amenaza: "[el perro negro le dijo] Si no me moría, me clavaría el cuchillo en el corazón, pero eso me hubiera matado." La parte más incriminatoria del relato, fue cuando Brown le preguntó al demonio quién era su ''dama'', a lo cual este giró su cabeza hacia la residencia de Agnes Waterhouse.

## Últimas confesiones y ejecución
El 29 de julio de 1566 -dos días después de haber finalizado el juicio- Agnes Waterhouse fue ejecutada. En aquel momento se mostró arrepentida de sus acciones y le pidió perdón a Dios. También confesó haber intentado enviar a su gato Satanás, para dañar y averiar los bienes de su vecino, un sastre llamado Wardol. Sin embargo, el plan falló debido a que Wardol era un cristiano devoto.  También se le interrogó acerca de su hábitos en la iglesia. Agnes Waterhouse dijo que oraba con frecuencia, pero siempre en latín porque su gato Satanás, le prohibió que rezara en inglés.

## Legado
El juicio de Chelmsford fue peculiar en la brujería inglesa por lo irracional que llegaban a ser las acusaciones y en el énfasis sobre el espíritu familiar. Este juicio fue considerado como uno de los primeros castigos y ejecuciones por brujería en Inglaterra, y también inspiró el primero de muchos panfletos sobre el tema de la brujería y ensayos particulares que constituyen una fuente importante para el conocimiento de las creencias de brujería en la época.
Un bosquejo de la "Madre Waterhouse" está en un chapbook, que describe el juicio en el Palacio de Lambeth.
Agnes Waterhouse es una figura destacada en la exposición de la obra de Judy Chicago, The Dinner Party, siendo representada como uno de los 999 nombres en el Heritage Floor. En la serie de televisión británica, Midsomer Murders, el personaje y enfermero Alan Clifford es el nombre de Waterhouse, en el episodio "La Mujer de Paja,".